# مالاسبينا
مالاسبينا عائلة إيطالية نبيلة من أصل لومباردي تولت أمر لونيجانا، ومنذ القرن الرابع عشر ماركيزية ماسا وكرارا. كانت غويلفية وشاركت في نضال اللومبارديين ضد آل هوهنشتاوفن. كما كان لها سلطان متماسك وواسع في المنطقة الواقعة شمال جنوة (منطقة المقاطعات الأربع) في واديي نهري تريبيا وستافورا. سرعان ما تفكك كلا الحـُـكمين في لونيجانا وفي شمال جنوى (تسمى لومباردا) لاعتماد القانون اللومباردي الذي ينص على تقسيم التركة (و أيضاً الإقطاعيات) بين جميع الأبناء الذكور.